# Ramstein-Format

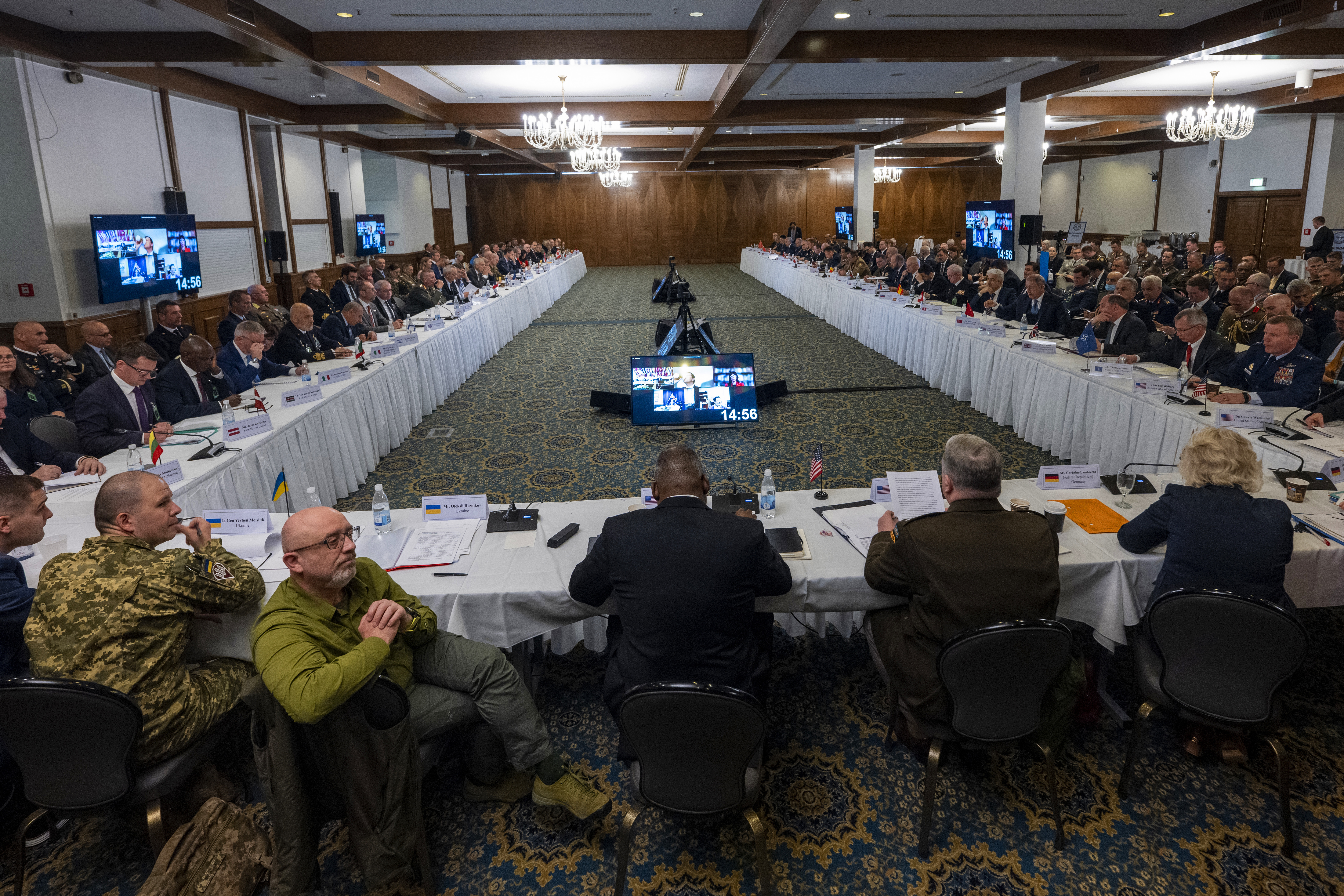
Erstes Treffen im Ramstein-Format am 26. April 2022

Als Ramstein-Format werden die Konferenzen und Treffen der Kontaktgruppe für die Verteidigung der Ukraine (Ukraine Defense Consultative Group/Ukraine Defence Contact Group (UDCG)) bezeichnet, die von April 2022 bis September 2024 monatlich abgehalten wurden. Der Begriff bezieht sich auf die in Deutschland in Ramstein gelegene Ramstein Air Base als Tagungsort der ersten Koordinierungs-Konferenz auf Einladung des US-Verteidigungsministers Lloyd Austin. Aufgabe waren Gespräche zur Koordination der militärischen und zivilen Unterstützung der Ukraine zur Abwehr der russischen Annexion des Donbass und der Halbinsel Krim. Es nahmen Vertreter aus über 50 Ländern teil. 

## Bezeichnung
Das Ramstein-Format ist die Nachfolgestruktur der Ukraine-Kontaktgruppe, welche am 26. April 2022 zur Kontaktgruppe für die Verteidigung der Ukraine ausgebaut wurde. Erstmalig in der deutschen Presse wurde der Terminus Ramstein-Format im Handelsblatt am 14. Juni 2022 verwendet.

## Treffen im Ramstein-Format
- (Vorläufer) 24. März 2022, Wolodymyr Selenskyj nimmt am NATO-Gipfel teil, virtuell[6]
- 1. Treffen: 26. April 2022, Ramstein Air Base[7]
- 2. Treffen: 23. Mai 2022, virtuell[8][9]
- 3. Treffen: 15. Juni 2022, NATO-Hauptquartier, Brüssel[10]
- 4. Treffen: 20. Juli 2022, virtuell[11]
- 5. Treffen: 8. September 2022, Ramstein Air Base[12]
- 6. Treffen: 12. Oktober 2022, NATO-Hauptquartier, Brüssel[13]
- 7. Treffen: 16. November 2022, virtuell[14]
- 8. Treffen: 20. Januar 2023, Ramstein Air Base, Vorsitz: US-Verteidigungsminister Lloyd Austin, Vorsitzender der Gemeinsamen Stabschefs, General Mark Milley, Teilnehmer: ca. 50 Länder[15]
- 9. Treffen: 14. Februar 2023, NATO-Hauptquartier, Brüssel, Bundesverteidigungsminister Pistorius erklärte die Herstellung von 300.000 Schuss Munition Kaliber 35 für den Gepard durch Rheinmetall und deren Lieferung an die Ukraine[16]
- 10. Treffen: 15. März 2023, virtuell[17][18]
- 11. Treffen: 21. April 2023, Ramstein Air Base[19][20]
- 12. Treffen: 10. Mai 2023, NATO-Hauptquartier, Brüssel[21]
- 13. Treffen: 15. Juni 2023, NATO-Hauptquartier, Brüssel[22][23], Ramstein Airbase nicht verfügbar, da Commandozentrum für Air Defender 23[24]
- 14. Treffen: 18. Juli 2023, virtuell[25]
- 15. Treffen: 19. September 2023, Ramstein Air Base[26][27], Siemtje Möller vertritt den Corona-erkrankten Boris Pistorius und kündigt Export von Munition und Flugabwehrsystemen Patriot an. Polen hat in Warschau die Einstellung seiner Waffenlieferung in die Ukraine angekündigt.[28]
- 16. Treffen: 11. Oktober 2023, NATO-Hauptquartier, Brüssel[29], die deutsche Bundesregierung kündigt die Lieferung eines zweiten Patriot-Systems an die Ukraine an.[30] Belgien will die Steuern auf die Zinsen (1,7 Mrd. Dollar) der in Belgien eingefrorenen russischen 180 Mrd. Dollar für die Ukraine verwenden.[31]
- 17. Treffen: 22. November 2023[32], virtuell[33], Pistorius kündigte u. a. die Lieferung von vier Abschußeinheiten (Launcher) des Flugabwehrsystems IRIS-T SLM ab 2025 an.[34]
- 18. Treffen: 24. Januar 2024, virtuell,[35] Es wurden keine weiteren Militärhilfen für die Ukraine durch die USA zugesagt.[36] Pistorius kündigte die Lieferung von 6 gebrauchten SAR-Hubschraubern Sea King MK41 bis Ende 2024 an die Ukraine an.[37][38]
- 19. Treffen: 14. Februar 2024, NATO-Hauptquartier, Brüssel[39], Diskussion zur Stärkung der ukrainischen Luftabwehr, zu Drohnen und Artillerie.[40]
- 20. Treffen: 19. März 2024, Ramstein Air Base. Der Ukraine wurden neben 155-mm-Artilleriemunition, gepanzerten Gefechtsfahrzeugen (MRAP), Schutz- und Spezialausstattung wie EloKa-Systemen und Amphibienfahrzeugen, Militärtransportern, Ersatzteilen und Sanitätspaketen auch mobile 3D-Großdrucker für die Ersatzteilversorgung zugesagt.[41][42][43]
- 21. Treffen: 26. April 2024, virtuell[44][45] Die Bundesrepublik sagte die Lieferung eines weiteren Patriot-Systems zu.[46]
- 22. Treffen: 20. Mai 2024, virtuell[47]
- 23. Treffen: 13. Juni 2024, NATO-Hauptquartier, Brüssel. Canada will ausgemusterte 2300 Raketenmotoren (CRV7) und 130.000 Schuss Infanteriemunition an die AFU liefern.[48]
- 24. Treffen: 6. September 2024, Ramstein Air Base, Pistorius kündigt für 2024 und 2025 die zusätzliche Lieferung von jeweils 6 Panzerhaubitzen 2000 im Gesamtwert von 150.000.000 € an.[49][50]
- 25. Treffen: 9. Januar 2025, Ramstein Air Base,[51] (ursprünglich für 12. Oktober 2024 auf der Ramstein Air Base angekündigt[52], US-Präsident Biden hatte das internationale Gipfeltreffen zunächst wegen des zur Ostküste ziehenden Hurrikans „Milton“ abgesagt.[53][54]) Boris Pistorius erklärte am 9. Januar 2025, dass NSATU weitere Koordinationsaufgaben übernehmen soll.[55] Das Ramstein-Format soll laut Pistorius weiterhin bestehen bleiben. Zugesagt wurde von deutscher Seite zwei weitere Patriot-Startcontainer zum Schutz polnischer NATO-Logistik sowie die Stationierung eines Tankflugzeuges in Polen.[56]

## Mitglieder
Liste der offiziell bestätigten Mitglieder der Kontaktgruppe für die Verteidigung der Ukraine (Stand März 2022):
 EU
 NATO
 Albanien
 Belgien
 Bulgarien
 Kanada
 Kroatien
 Tschechien
 Dänemark
 Estland
 Finnland
 Frankreich
 Deutschland
 Griechenland
 Ungarn
 Island
 Italien
 Lettland
 Litauen
 Luxemburg
 Montenegro
 Niederlande
 Nordmazedonien
 Norwegen
 Polen
 Portugal
 Rumänien
 Slowakei
 Slowenien
 Spanien
 Türkei
 Vereinigtes Königreich
 Vereinigte Staaten
 Österreich
 Bosnien und Herzegowina
 Zypern
 Georgien
 Irland
 Japan
 Kenia
 Kosovo
 Liberia
 Moldau
 Neuseeland
 Südkorea
 Schweden
 Tunesien
Liste der inoffiziellen Unterstützerländer der Kontaktgruppe für die Verteidigung der Ukraine:
 Aserbaidschan
 Kambodscha
 Kolumbien
 Israel
 Jordanien
 Marokko
 Pakistan
 Sudan
 Taiwan